# James Gordon (actor)
James Gordon (23 de abril de 1871 – 12 de mayo de 1941) fue un actor cinematográfico de nacionalidad estadounidense, activo en la época del cine mudo.  
Nacido en Pittsburgh, Pensilvania, fue uno de los fundadores de la compañía teatral The Troupers, con la cual interpretó numerosas obras de William Shakespeare.
A lo largo de su carrera artística actuó en 127 filmes, dirigiendo 4, entre ellos The New Adventures of J. Rufus Wallingford (1915).
James Gordon falleció en 1941 en Hollywood, California, a causa de las complicaciones surgidas tras una intervención quirúrgica. Había estado casado con la actriz Mabel Van Buren.

## Selección de su filmografía

### Actor
- 1913 : Hoodman Blind
- 1914 : The Mystery of the Poison Pool
- 1914 : The Next in Command
- 1920 : The Last of the Mohicans, de Clarence Brown y Maurice Tourneur
- 1923 : The Grail, de Colin Campbell
- 1924 : Hearts of Oak, de John Ford

### Director
- 1913 : The Stranglers of Paris
- 1913 : Hoodman Blind
- 1914 : The Mystery of the Poison Pool
- 1914 : The New Adventures of J. Rufus Wallingford